# Refik Resmja
Refik Shaban Resmja (ur. 1 stycznia 1931 w Tiranie, zm. 6 września 1997 tamże) – albański piłkarz i trener piłkarski, w latach 1952–1963 reprezentant Albanii, król strzelców Kategorii e Parë z lat 1951–1956 i jeden z najskuteczniejszych zawodników klubu Partizani Tirana.

## Odznaczenia i upamiętnienia
Został odznaczony Orderem Naima Frashëriego.
Imieniem Refika Resmji nazwano jedną z ulic w Tiranie.